# Valerij Borzov
Valerij Pilipovič Borzov (ukrajinsko Валерій Пилипович Борзов), ukrajinski atlet, športni funkcionar in politik, * 20. oktober 1949, Sambir, Sovjetska zveza.
Borzov je v svoji karieri nastopil na poletnih olimpijskih igrah v letih 1972 v Münchnu in 1976 v Münchenu. Na igrah leta 1972 je osvojil naslov olimpijskega prvaka v teku na 100 m in 200 m ter podprvaka v štafeti 4×100 m, leta 1976 pa bronasto medalji na 100 m in v štafeti 4×100 m. Na evropskih prvenstvih je osvojil naslov prvaka na 100 m v letih 1969, 1971 in 1974, leta 1971 tudi na 200 m, leta 1969 pa tudi naslov podprvaka v štafeti 4×100 m. Med letoma 1968 in 1972 je po dvakrat postavil nov evropski rekord v tekih na 100 in 200 m.
Poročen je z nekdanjo telovadko Ljudmilo Turiščevo. Med letoma 1991 in 1998 je bil predsednik Olimpijskega komiteja Ukrajine, od leta 1994 je tudi član Mednarodnega olimpijskega komiteja. Med letoma 1991 in 1997 je bil ukrajinski minister za mladino in šport, med letoma 1998 in 2006 pa član ukrajinskega parlamenta.